# Франсијон
Франсијон (фр. Francillon) насеље је и општина у централној Француској у региону Центар (регион), у департману Ендр која припада префектури Шаторо.
По подацима из 2011. године у општини је живело 71 становника, а густина насељености је износила 6,91 становника/km². Општина се простире на површини од 10,27 km². Налази се на средњој надморској висини од 185 метара (максималној 194 m, а минималној 144 m).

## Демографија
| 1962. | 1968. | 1975. | 1982. | 1990. | 1999. | 2011. |
| ----- | ----- | ----- | ----- | ----- | ----- | ----- |
| 82    | 110   | 100   | 72    | 63    | 72    | 71    |

График промене броја становника у току последњих година